# 不穿內褲咖啡廳
不穿內褲咖啡廳（日语：ノーパン喫茶店），是一種於1980年代初期在日本流行的色情行業。
不穿內褲咖啡廳，店如其名，是以穿著超短迷你裙但沒穿內褲的女服務生作為號召，吸引醉翁之意不在酒的男性顧客前往。顧客可以目視著女服務生，但禁止觸碰。開始的時候這種色情行業的出現只是遊走法律邊緣，利用日本相關法令中從未有針對女服務生穿著儀態進行規定的法律漏洞，以這種不小心時很容易暴露裙底風光的含蓄裸露來招攬顧客。但後來咖啡廳的營業方式逐漸變質，除了女服務生的服裝越來越接近直接暴露三點的法律底限外，甚至有店面的靠外空間是一般的咖啡廳，裡面卻另闢包廂密室由女服務生帶領男性客人入內，進行其他更進一步性服務的情況（根據當時的法律，只有男女間直接有性器官接觸才算是違法，因此有很大的模糊地帶供色情業者發揮）。
第一家不穿內褲咖啡廳是在1980年時於大阪市開幕，並逐漸擴散到日本各城市。1985年2月13日，為了遏制這種行業，日本政府頒佈了《風俗營業等規制及業務適正化等相關法律》，在該修正法中沒有准許這種一半開放空間一半密室的店面型態，導致不穿內褲咖啡廳正式變成非法行業。在這種情況下此類咖啡廳迅速地從市面上消失，轉而變成其他如fashion health一類的經營方式。在不穿內褲咖啡廳曇花一現的極盛時期，由於店家通常都會付給從業的年輕女服務生非常高額的薪資，再加上这種行業遊走法律邊緣的半合法特性，因此投入的女性數量並不少。
如果以經營方式來看，其實類似的色情行業在其他國家並不是不存在；只不過，不穿內褲咖啡廳在日本曾一度是合法行業，但在大部分的國家這種行業則是打從一開始就是完全非法的。
除了咖啡店外，類似的不穿內褲概念也曾延伸至其他不同的商店類別，例如不穿內褲涮涮鍋、不穿內褲卡拉OK等。